# Вермилион (Јужна Дакота)
Вермилион (енгл. Vermillion) град је у америчкој савезној држави Јужна Дакота.

## Демографија
По попису из 2010. године број становника је 10.571, што је 806 (8,3%) становника више него 2000. године.
| Група             | 2000.         | 2010.         |
| Белци             | 8.828 (90,4%) | 9.329 (88,3%) |
| Афроамериканци    | 126 (1,3%)    | 176 (1,7%)    |
| Азијати           | 240 (2,5%)    | 221 (2,1%)    |
| Хиспаноамериканци | 104 (1,1%)    | 256 (2,4%)    |
| Укупно            | 9.765         | 10.571        |